# MAY'S
MAY'S（メイズ）は、日本の男女2人組音楽ユニット。所属レーベルは日本クラウン内のCROWN VenuS。

## メンバー
- 片桐舞子（かたぎり まいこ） - ボーカル・作詞担当。群馬県桐生市出身。
- 河井純一（かわい じゅんいち） - プロデューサー・作曲・プログラミング担当。埼玉県入間市出身。リーダー。

## 概説
- 専門学校在学中に結成。メンバー2人の苗字がそれぞれ片桐と河井で"か行"であり、出席番号順の座席では前と後ろであった[1]。当時から本人達の手作りによる自主制作CDを数枚制作。クラブでのライブ会場や自身のホームページなどで販売。
- ボーカルの片桐舞子は、群馬県の片桐会片桐流民謡の家元である。現在の公式プロフィールには掲載されていないが、実はMAY'S結成前後まで民謡を本格的に続けており、県大会での優勝、両国国技館で行われた全国大会では入賞を果たすなどしている。両親ともに師範という、唄と日本舞踊のサラブレッドである。
- 作曲、プロデュースを担当する河井純一 a.k.a. NAUGHTY BO-Zは元々かなりのロック少年で、現在でも1番影響を受けたのはSIAM SHADEだと語っている。SIAM SHADEの魅力は、「高度な演奏技術、作曲テクニックなどを持ち合わせている上で、それらを単純にひけらかすのではなく、キャッチーなメロディー、一般層が入りやすい表現方法を具体化している理想的なミュージシャン」とラジオ等で語っている。
- 1stアルバム『Beginning』収録の人気曲「MaMa」を使用したフラッシュメッセージ、「世界中の全てのお母さん達へ」が、大手コミュニティサイトmixiなど、インターネット上で主婦を中心に話題を集める。母親への感謝の気持ちを手紙風に書き記された内容だが、実際にボーカルの片桐が自身の母親のために作ったメッセージで、それを自身のブログや日記で紹介し、共感した多くの人が転載したのが始まりとされる。
- MAY'Sの名前の由来はメンバー2人とも5月生まれ（河井が7日、片桐が31日）であることから付けられた。片桐のユニットで「マイズ」と間違えられることがある。結成当時はMay'sで小文字表記だった（後に気分で「MAY'S」に変更）。
- ボーカル片桐はDREAMS COME TRUEに非常に影響を受けており、自分の原点はドリカムと述べている。
- ボーカル片桐の口癖は『はっふ〜ん』である。文章としても本人のblogなどで頻繁に使用されている。尚、はっふ〜んの後ろには顔文字→（*´ー`)がつき、顔文字まで含めて完成形となる。
- オリジナル・アルバム名はインディーズ時代から一貫して「〜ing（進行形）」が使われている。MAY'Sのファンクラブ名も「Smiling」である。

## 略歴
2002年在学中結成。
2004年から拠点を東京に移し活動を本格化。
2005年11月30日、ミニ・アルバム『Drawing』でインディーズデビュー。
2006年6月9日にリリースしたアナログ盤限定リミックス集が大手レコードショップ「CISCO RECORDS」や「ダンス・ミュージック・レコード（DMR）」などで総合1位を獲得する。同年12月13日にリリースされたヒップホップユニット「CLIFF EDGE」のリード曲『BIRTH 〜You're the only one Pt.2〜 feat. MAY'S』に片桐が参加。河井がNAUGHTY BO-Z名義でプロデュースを担当。USEN総合チャート3位を獲得した。
2007年3月14日には、アナログリミックスのみ集めたリミックスCDをWEB予約限定で発売。2月14日に予約を開始したが、わずか数時間で完売。もともとファンへの感謝の意味を込めた企画であったため、購入出来なかったファンから掲示板へのクレームなどが多数あり、急遽予約期間を延長。本作収録、前述のアナログ盤限定リミックスは発売わずか2週間ほどで完売となり、プレスの度に3日弱で市場からなくなるレア音源となった（通常日本ではリミックスというのはあくまでもオマケという概念が強いため、話題になる事は極めて少ない）。同年5月25日には、4組8人のアーティストによるスペシャルユニット「NATURAL8」を結成。店舗取扱は北関東を中心に展開するCDショップWonderGOO限定での販売ながら、ノンタイアップで発売1週間で1万枚以上を売上、発売から3ヶ月以上店舗チャートで1位を独占した。同年11月14日には、公私ともに交流のある盟友CLIFF EDGEとともにスプリット・ミニ・アルバム『Dear...』を、キングレコードのHIP HOP、R&BレーベルVenus-Bよりリリース。ノンタイアップでありながら発売第一週でオリコンアルバムチャート30位にランクイン。
2008年7月2日、6年間のインディーズ活動を経てVenus-Bよりシングル『My Everything』でメジャーデビュー。同年12月3日にリリースした3rdシングル『KISS 〜恋におちて...冬〜』がラジオ、着うたでスマッシュヒット。レコ直ウィークリーチャートで4位を記録。2008年12月現在、ダウンロード数は25万。
2009年1月14日には、メジャー初のフル1stアルバム『Dreaming』を発売。オリコンアルバムチャート（1/26付）初登場6位を記録。シングルを含めたアルバム収録曲の着うたダウンロード総累計は50万DLを突破。4月22日、4thシングル『I WISH』をリリース。MAY'S初の収録曲すべてにタイアップが付いたシングル。8月19日にリリースした5thシングル『I LOVE YOUが言えなくて』は、レコ直デイリーチャートで1位、ウィークリーチャートでは2位を記録。11月25日に、6thシングル『ONE LOVE 〜100万回のKISSでアイシテル〜』、12月21日にはレンタル限定CD『Prologue of Amazing』をリリース。飛躍の1年となった。この頃は着うたからヒット曲が誕生する時代背景があり、ガラケーで曲を聴く場合に高い音だと抜けて聴こえる分、曲のキーを限界まで上げるなど、ガラケーで音楽が聴かれる事なども想定して制作を行っていた。
2010年1月13日には、ヒット曲を盛り込んだ2ndアルバム『Amazing』を発売。オリコンアルバムチャート（1/13付）デイリー初登場3位（週間4位）を記録。5月26日、配信限定シングル『星の数だけ抱きしめて』をリリース。MAY'S初の、映画『音楽人』の主題歌に使用される。映画の挿入歌には、Amazingに収録された「永遠」。8月25日、7thシングル『遠くへ 〜Spread Your Wings〜／Unfair Love』をリリース。初の両A面シングルとなった。
2011年2月16日に、3rdアルバム『Cruising』を発売。オリコンアルバムチャート（2/17付）初登場9位を記録。好スタートを切った同アルバムのリリースを記念したインストアライブを東京・タワーレコード渋谷店前にて敢行。同年10月19日、片桐が「声帯結節・音声障碍」のために早急な手術が必要であり、年内のライブ活動を全て中止することを発表した。
2012年3月9日、約半年の活動休止期間を経て、復帰ワンマンライブを渋谷O-EASTにて開催。活動復帰を宣言する。NATURAL8メンバーも祝福に駆けつけ、アンコールでは数年ぶりに7人全員でステージに立った。
2013年2月13日、キャリア初のベスト・アルバムをリリース。同年12月に片桐舞子、河井純一名義でソロアルバムをリリース。
2014年3月5日、5枚目のアルバム『Kissing』をリリース。6月にはブラジリアンサウンドなどを取り入れたカバー・アルバム『VIVA!!! SUMMER COVERS』を発売、アルバム収録曲「WAになっておどろう」ではグラミー賞受賞歴のある世界的アーティストFatman Scoopとコラボレーション。ハーフ芸人のデニス植野行雄やアントニーらと共演したミュージック・ビデオが話題となる。同年、劇団MAY'Sを立ち上げ9月にはサンリオピューロランドにて初公演を興行。ハローキティなどが出演したミュージカル仕立てのライブを繰り広げた。
2015年5月には、サンリオの人気キャラクター、ダニエルのダンスユニット「one’s wishes-D」の初シングル「Everybody OK!? feat. MAY’S」をプロデュース。サンリオピューロランドのショーに出演。同年9月2日、レーベルを日本クラウンに移籍。移籍第一弾アルバム『Traveling』をリリース。アルバム収録曲「DADDY ~you're my shadow~ duet with 角松敏生」での角松敏生とのコラボレーションをきっかけに、片桐は正式に角松のライブサポートメンバーに就任。同年12月の中野サンプラザ公演から2016年末のカウントダウンライブまでバックコーラスを務めた。
2016年3月9日には、オリジナルは初のミニ・アルバム『Loving』をリリース。同年5月には劇団MAY'Sとしての2作品目となる「プリンセスと魔法の城」をサンリオピューロランドにて興行。

## ディスコグラフィー

### メジャー

#### シングル
|      | 発売日         | タイトル                                  | 規格品番               |
| ---- | -------------- | ----------------------------------------- | ---------------------- |
| 1st  | 2008年7月2日   | My Everything                             | KICM-1237              |
| 2nd  | 2008年10月8日  | Daydream                                  | KICM-1249              |
| 3rd  | 2008年12月3日  | KISS 〜恋におちて...冬〜                  | KICM-1264              |
| 4th  | 2009年4月22日  | I WISH                                    | KICM-1275              |
| 5th  | 2009年8月19日  | I LOVE YOUが言えなくて                    | KICM-1281              |
| 6th  | 2009年11月25日 | ONE LOVE 〜100万回のKISSでアイシテル〜    | KICM-1298              |
| 7th  | 2010年8月25日  | 遠くへ 〜Spread Your Wings〜／Unfair Love | KICM-91320/1 KICM-1320 |
| 8th  | 2011年1月19日  | 君に届け...／WONDERLAND                   | KICM-91327/8 KICM-1327 |
| 9th  | 2011年9月14日  | BONDS                                     | KICM-91355/6 KICM-1355 |
| 10th | 2011年11月16日 | 今宵、月の下で feat. 上妻宏光             | iTunes Store限定       |
| 11th | 2020年4月22日  | F*ck You 2 My Ex                          | DL、サブスク限定       |
| 12th | 2020年7月29日  | #未来の話をしよう                         | DL、サブスク限定       |
| 13th | 2020年8月12日  | BANDIT （To Be Continued）                | DL、サブスク限定       |

#### アルバム
|     | 発売日         | タイトル          | 規格品番                |
| --- | -------------- | ----------------- | ----------------------- |
| 1st | 2009年1月14日  | Dreaming          | KICS-91415/6 KICS-1415  |
| 2nd | 2010年1月13日  | Amazing           | KICS-91512/3 KICS-1512  |
| 3rd | 2011年2月16日  | Cruising          | KICS-91646/7 KICS-1646  |
| 4th | 2012年6月13日  | Smiling           | KICS-91765/6 KICS-1765  |
| 5th | 2014年3月5日   | Kissing           | KICS-93029/30 KICS-3029 |
| 6th | 2015年9月2日   | Traveling         | CRCP-40425 CRCP-40426   |
| 7th | 2016年10月26日 | 抱きしめてShining | CRCP-40481 CRCP-40482   |
| 8th | 2017年12月6日  | Nothing           | CRCP-40535 CRCP-40536   |
|     | 2023年9月27日  | Unlocking         |                         |

#### ミニ・アルバム
|     | 発売日        | タイトル           | 規格品番              |
| --- | ------------- | ------------------ | --------------------- |
| 1st | 2016年3月9日  | Loving             | CRCP-40452 CRCP-40453 |
| 2nd | 2017年5月31日 | 波音 Never Ending  | CRCP-40511 CRCP-40512 |
| 3rd | 2018年5月23日 | デュエットしようよ | CRCP-40552            |

#### ベスト・アルバム
|     | 発売日        | タイトル                                    | 規格品番                 |
| --- | ------------- | ------------------------------------------- | ------------------------ |
| 1st | 2010年3月24日 | Featuring 〜コラボベスト〜                  | KICS-91535/7 KICS-1535/6 |
| 2nd | 2013年2月13日 | BEST 2005-2013                              | KICS-91842/3 KICS-1842   |
| 3rd | 2017年3月15日 | LOVE SONG BEST 〜15th Anniversary Edition〜 | CRCP-40500/01            |

#### カバー・アルバム
|     | 発売日        | タイトル                                     | 規格品番    |
| --- | ------------- | -------------------------------------------- | ----------- |
| 1st | 2014年6月25日 | VIVA!!! SUMMER COVERS ~Dancin' In The Round~ | KIZC-259/60 |

#### リミックス・アルバム
|     | 発売日        | タイトル                            | 規格品番  |
| --- | ------------- | ----------------------------------- | --------- |
| 1st | 2012年6月13日 | Remaking 〜Remix Collection Vol.2〜 | KICS-1766 |

#### DVD
|     | 発売日        | タイトル                | 規格品番 |
| --- | ------------- | ----------------------- | -------- |
| 1st | 2010年6月16日 | Live Tour 2010 Amazing  | KIBM-246 |
| 2nd | 2012年2月15日 | Live Tour 2011 Cruising | KIBM-298 |
| 3rd | 2013年2月13日 | Live Tour 2012 Smiling  | KIBM-344 |

#### その他
|    | 発売日                   | タイトル                                                   | 備考                                                   |
| -- | ------------------------ | ---------------------------------------------------------- | ------------------------------------------------------ |
| 1  | 2009年12月21日           | Prologue of Amazing                                        | レンタル限定CD                                         |
| 2  | 2009年12月25日           | The Remixies EP                                            | 12inch EP                                              |
| 3  | 2010年5月19日            | 星の数だけ抱きしめて                                       | 配信限定シングル                                       |
| 4  | 2010年10月1日            | SUPER SONG                                                 | ライブ会場・数量限定&レンタル限定シングル              |
| 5  | 2011年11月16日           | 今宵、月の下で feat. 上妻宏光                              | iTunes限定配信                                         |
| 6  | 2012年12月12日           | ダイヤモンド                                               | 配信限定シングル                                       |
| 7  | 2012年12月26日           | MAY'S BEST Of MIX 2005-2013（Mixed by NAUGHTY BO-Z）       | レンタル限定CD                                         |
| 8  | 2013年7月17日            | MAY'S BEST Of MIX 2005-2013 Vol.2（Mixed by NAUGHTY BO-Z） | レンタル限定CD                                         |
| 9  | 2014年12月20日・12月21日 | THE CHRISTMAS EP I                                         | ライブ会場・ファンクラブサイト限定シングル             |
| 10 | 2014年12月20日・12月21日 | THE CHRISTMAS EP II                                        | ライブ会場・ファンクラブサイト限定シングル             |
| 11 | 2015年5月13日            | Quads                                                      | アルバム（クリフエッジ & LGYankees & MAY'S & Noa名義） |
| 12 | 2017年3月29日            | ヒロイン                                                   | 配信限定シングル                                       |
| 13 | 2017年10月11日           | たとえ世界が真っ白になっても                               | 配信限定シングル                                       |
| 14 | 2018年                   | #totsugitai                                                | アルバム（Maicoと恋のキューピッツ♡ 名義）              |
| 15 | 2020年4月22日            | F*ck You 2 My Ex                                           | Digital Single                                         |
| 16 | 2022年11月9日            | One More Dance                                             | 配信限定シングル                                       |
| 17 | 2022年12月7日            | Hello Birthday                                             | 配信限定シングル                                       |
| 18 | 2023年3月29日            | 東京                                                       | 配信限定シングル                                       |
| 19 | 2024年6月26日            | Buddy                                                      | MAY'S × Skip the Chips名義。配信限定シングル。         |

### インディーズ

#### ミニ・アルバム
|     | 発売日         | タイトル               | 規格品番   |
| --- | -------------- | ---------------------- | ---------- |
| 1st | 2005年11月30日 | Drawing                | GDCY-1003  |
| 2nd | 2007年3月14日  | Remix Collection Vol.1 | CHSI-1002  |
| 3rd | 2007年11月14日 | Dear...                | KIZC-17/18 |

#### アルバム
|     | 発売日        | タイトル  | 規格品番  |
| --- | ------------- | --------- | --------- |
| 1st | 2006年9月13日 | Beginning | CHSI-1001 |

#### その他
|                | 発売日         | タイトル   | 備考            |
| -------------- | -------------- | ---------- | --------------- |
| 会場販売限定CD | 2004年8月20日  | Sailing    |                 |
| 12inch EP      | 2006年6月9日   | 1/2        | Trusty          |
| 12inch EP      | 2007年10月20日 | Rodoriguez | Aqua Production |

## タイアップ
| 曲名                                   | タイアップ |
| Sha la la...                           | 集英社ファッション雑誌「MORE」CMソング |
| REAL                                   | TBS系「恋愛脳℃」エンディングテーマ |
| My Everything                          | テレビ朝日系「ビートたけしのTVタックル」エンディングテーマ |
| Daydream                               | TBS系「恋するハニカミ!」エンディングテーマ |
| KISS 〜恋におちて...冬〜               | 「WINTER SPORTS FESTA season8」公式テーマソング |
| KISS 〜恋におちて...冬〜               | 日本テレビ系「音楽戦士 MUSIC FIGHTER」POWER PLAY |
| Sparkling Girl                         | 北海道文化放送・FNS系列8局ネット「UHB杯ジャンプ大会」エンディングテーマ |
| I WISH                                 | 酒井彩名プロデュース ウエディングドレス「Aya na ture」イメージソング |
| MaMa (Remix)                           | TBS系「がっちりマンデー!!」エンディングテーマ |
| Brave Heart (Remix)                    | 毎日放送・TBS系ドラマ「漂流ネットカフェ」主題歌 |
| ONE LOVE 〜100万回のKISSでアイシテル〜 | 「WINTER SPORTS FESTA season9 冬スポ!!」テーマソング |
| 永遠                                   | 映画「音楽人」挿入歌 |
| 星の数だけ抱きしめて                   | 映画「音楽人」主題歌 |
| Unfair Love                            | ジャンヌ・アルテス 香水「ラブ ネバー ダイ ディーバ」イメージソング |
| 遠くへ 〜Spread Your Wings〜           | 尚美ミュージックカレッジ専門学校CMソング |
| 遠くへ 〜Spread Your Wings〜           | 日本テレビ系「ハッピーMusic」8月POWER PLAY |
| 君に届け...                            | 日本テレビ系アニメ「君に届け 2ND SEASON」エンディングテーマ |
| WONDERLAND                             | 「WINTER SPORTS FESTA season 10」公式テーマソング |
| BONDS                                  | 東海テレビ・フジテレビ系ドラマ「毒姫とわたし」主題歌 |
| I Remember You                         | love perfume.新作香水「アモーレミオ フォーエバー」イメージソング |
| 今宵、月の下で feat. 上妻宏光          | NHKワールド『J-MELO』2011年10月～12月期エンディングテーマ |
| SKY                                    | 2012年6月 フジテレビフラワーネットTVCM イメージソング 日本テレビ系「ハッピーMusic」 POWER PLAY 日本テレビ系「音龍門」 Baby Dragon's Gate 全国26局ネット「Girl's TV」 5,6月度オープニングテーマ 全国22局ネット「MUSIC LAUNCHER」6月度エンディングテーマ 東海テレビ「バナナマンのブログ刑事」 6月度エンディングテーマ 長崎国際テレビ「AIR MUSIC PROGRAM」 6月度オープニング曲 くまもと県民テレビ「ROCKET COMPLEX」6月度エンディング曲 |
| Smiling                                | 「sweet 5月号 モテキ篇」,「sweet 6月号 ドレッサー篇」TVCMソング 金沢ハウジングセンターTV CMソング |
| 運命のバラード                         | love perfume.ブライダルキャンペーンイメージソング |
| ヒロイン CHEER GIRL                    | テレビ東京系「流派-R since 2001」5月度エンディングレコメンド曲 |
| たとえ世界が真っ白になっても           | tvk「音楽缶」12月度テーマソング テレビ東京系「流派-R since 2001」12月度エンディングレコメンド曲 TBSテレビ「噂の!東京マガジン」2018年1月〜3月エンディングテーマ |

## 参加作品
1. ENBULL『THE BULLET MESSAGE』（2005年10月19日）
  - 7. 「JUST IMAGINE」
2. CLIFF EDGE『BIRTH』（2006年12月13日）
  - 1. 「BIRTH 〜You're the only one Pt.2〜 feat. MAY'S」
3. CLIFF EDGE『to You』（2008年5月14日）
  - 2. 「Dear... feat. MAY'S」
  - 4. 「BIRTH 〜You're the only one Pt.2〜 feat. MAY'S」
  - 10. 「DAYS 〜You're the only one Pt.3〜 feat. MAY'S」
4. Clench & Blistah『Clench & Blistah』（2008年9月10日）
  - 4. 「Lovers Holiday feat. MAY'S」[注 4]
5. 2BACKKA『ハレバレ』（2009年3月4日）
  - 2. 「REMEMBER feat. MAY'S」
6. HI-D『Special Calling 〜Exclusive Collection〜』（2009年3月25日）
  - 7. 「卒業」 / MAY'S
7. DJ MAYUMI『PARTY UP』（2009年4月1日）[24]
  - 1. 「PARTY UP feat. ZEEBRA, HOKT, MAY'S」
8. KG『With You』（2009年4月8日）[25]
  - 1. 「With You 〜君といつまでも〜 feat. MAY'S」
9. SOFFet『Jam the Universe』（2009年9月30日）
  - 2. 「More than I love you 〜365のキセキ〜 with MAY'S」
10. K.J.『大人チャレンジ』（2010年7月28日）[26]
  - 4. 「あの頃に戻れない feat. MAY'S」[注 5]
11. KG『Songs of love』（2010年10月20日）
  - 6. 「きっと、ずっと feat. MAY'S」
12. twenty4-7『Letter 〜10年後の君へ〜 feat. MAY'S／愛の色』（2010年11月10日）
  - 1. 「Letter 〜10年後の君へ〜 feat. MAY'S」
13. VOLTA MASTERS『Suite』（2011年3月2日）
  - 6. 「Heaven Sent feat. MAY'S」
14. FALCO & SHINO『夢旅』（2011年10月5日）
  - 1. 「夢唄 feat. MAY'S, KG」
15. DOBERMAN INC『ONE 〜俺たちは1つ〜』（2011年11月9日）
  - 5. 「Make A Wish feat. MAY'S」
16. V.A.『hide TRIBUTE VI -Female SPIRITS-』（2013年12月18日）
  - 9. 「MISERY」
17. LGRookees『Only One feat. LGYankees HIRO/Wedding Story feat. MAY'S』（2014年7月30日）
  - 2. 「Wedding Story feat. MAY'S」
18. one's wishes-D feat.MAY'S「Everybody OK!?」（2015年9月2日）
  - 1. 「Everybody OK!?」
19. V.A.『新日本プロレスリング NJPWグレイテストミュージックIV』（2016年1月13日）[28]
  - 1. 「Stone Pitbull」（石井智宏のテーマ）
20. V.A.『ANOTHER VOICE -Full Of Harmony Tribute Album-』（2019年11月6日）[29]
  - 8. 「SNOW BALLAD / MAY'S」

## 交友のあるアーティスト
- DJ WATARAI
- Zeebra
- DABO
- KOHEI JAPAN
- DOBERMAN INC
- HI-D
- JAY'ED
- DJ MAYUMI
- WISE
- LLブラザーズ
- 国分太一 (TOKIO)
- 日之内エミ
- AZU
- 中村舞子
- Ryohei
- クレンチ&ブリスタ
- 小野正利
- SATSUKI (元ZOO)
- CLIFF EDGE
- Jazzy Sport
- grooveman Spot a.k.a. DJ KOU-G
- ENBULL
- SHIKATA
- 好色人種
- BACK-ON
- three NATION
- faith
- KG
- 2BACKKA
- May J.

など

## テレビ
- レコ☆Hits!（日本テレビ、2011年2月16日）出演

## 主なライブ

### ワンマンライブ・主催イベント
| 開催日                 | タイトル                                                | 備考                     |
| ---------------------- | ------------------------------------------------------- | ------------------------ |
| 2009年3月              | MAY'S First Tour "Dreaming" with Aya na ture Tour Final |                          |
| 2010年3月              | Live Tour 2010 "Amazing" with Aya na ture               |                          |
| 2011年4月〜9月         | MAY'S LIVE TOUR 2011"Cruising" with Aya na ture         |                          |
| 2012年3月              | MAY'S RETURN LIVE "39"                                  |                          |
| 2012年6月              | BEAT STACK in 群馬                                      |                          |
| 2012年9月8日〜10月26日 | MAY'S LIVE TOUR 2012 "Smiling"                          |                          |
| 2012年12月24日         | MAY'S X'mas Special Live "SING SING SING!!! 2012"       | 恵比寿ザ・ガーデンホール |
| 2013年5月5日〜5月31日  | MAY'S Live Tour 2013                                    |                          |